# バラフ・チャン・カウィール
バラフ・チャン・カウィール（B'alaj Chan K'awiil、625年10月15日 - 没年不明）はマヤ文明のドス・ピラスの最初の統治者。Ruler 1、Flint Sky God Kおよびマラフ・チャン・カウィール（Malah Chan K'awil）の名でも知られる。

## 経歴
自身をティカルの統治者の血族であると主張していた。ドス・ピラスのパネル6に彼の父はティカルの王であると記されてあり、これはおそらくティカルの23代または24代目の統治者の様である。ティカルの正当なる王位継承権の持ち主であると自らをみていたとみられ、ティカルから西暦648年に離脱しドス・ピラスをカラクムルの宗主権の下競合する王国として建設した。
バラフ・チャン・カウィールは682年に記念石碑の計画を始めて、彼の業績と最終的勝利を記録している。
バラフ・チャン・カウィールがペテシュバトゥンの元々無人だった場所の最初の統治者になった経緯は謎に包まれている。
ドス・ピラスの碑文が明らかにしているのは彼がカラクムルに忠誠を誓うことになった事であり、そしてこのティカル王家に亀裂の入った頃合いにカラクムルが自ら直接ティカルの王位継承に介入したものとみられる。
この事から、もしかすると、バラフ・チャン・カウィールはかつてカラクムルの後ろ盾を得てティカルの統治者になっていたのを対立する血縁者から追いやられたのかも知れない。

## 家族
彼にはイツァンの王妃（Lady of Itzan）とブル王妃（Lady Bulu'）の2人の妻がいた。
娘のワック・チャニル・アハウ（いわゆる「6の空」）はドス・ピラスをあとにしてナランホの王朝を創始した。
別の娘（もしくは姉妹）はアロヨ・デ・ピエドラの王族と結婚した。
イツァムナーフ・バラムとイツァムナーフ・カウィールの2人の息子がおり、カック・ティリウ・チャン・チャークは孫とみられる。

## 石碑
西暦682年のものであるドス・ピラスの石碑9にはこの王の姿が唯一描かれている。